# Хаусъярви
Ха́усъярви (фин. Hausjärvi) — община в провинции Канта-Хяме на юге Финляндии. Общая площадь территории — 398,78 км², из которых 8,98 км² покрыто водой.

## Демография
На 31 января 2011 года в общине Хаусъярви проживало 8822 человека: 4469 мужчин и 4353 женщины.
Финский язык является родным для 97,87 % жителей, шведский — для 0,49 %. Прочие языки являются родными для 1,64 % жителей общины.
Возрастной состав населения:
- до 14 лет — 19,56 %
- от 15 до 64 лет — 64,55 %
- от 65 лет — 15,8 %

Изменение численности населения по годам:
| Год  | Численность |
| ---- | ----------- |
| 1980 | 7264        |
| 1990 | 7943        |
| 2000 | 8107        |
| 2010 | 8815        |
| 2011 | 8822        |